# New Kids on the Block
New Kids on the Block (skrót NKOTB lub New Kids) – jeden z pierwszych  powszechnie znanych boysbandów, który powstał w 1984 roku w Bostonie. Jego twórcą był producent i kompozytor Maurice Starr. Członkami zespołu byli nastolatkowie: bracia Jordan Knight i Jonathan Knight, Joey McIntyre, Donnie Wahlberg oraz Danny Wood. Płyty zespołu sprzedały się na całym świecie w 70 milionach egzemplarzy.

## Historia
Początki zespołu sięgają lata 1984 roku, kiedy producent muzyczny Maurice Starr, po rozpadzie stworzonego przez siebie zespołu New Edition, postanowił założyć „białą wersję” tej grupy (New Edition był zespołem, w którego skład wchodzili młodzi Afroamerykanie, grający muzykę R&B). Wysłał na ulice Bostonu łowczynię talentów, Mary Alford, która odkryła wśród dzieci, grających i tańczących na ulicach Dorchesteru, utalentowanego chłopca, Donniego Wahlberga. Donnie ujął Maurice’a i jego współpracowników tym, że poproszony o próbkę swojego talentu, na poczekaniu wymyślił rapowaną rymowankę, do rytmicznego przyklaskiwania Starra. Dodatkową atrakcją występu było to, że Donnie w co drugiej linijce przepraszał za przekleństwa, których używał w pierwszej. Następnie należało znaleźć następnych członków formującej się grupy. Pod uwagę byli brani dwaj bracia Donniego, w tym Mark, ale nie przeszli szczegółowej rekrutacji (mama chłopców stwierdziła, że Mark nie jest jeszcze na to gotowy). Z dwóch szkolnych przyjaciół Donniego: Jamiego Kelly’ego i Danny’ego Wooda, został zaakceptowany ten drugi. Donnie znał ze szkoły także dwóch utalentowanych braci – Jordana i Jonathana Knightów, którzy śpiewali w chórze kościelnym. Oni także zostali zwerbowani w szeregi nowo formującej się grupy. Piątym członkiem został Joey McIntyre, który urzekł Maurice’a Starra głosem przypominającym wokal młodego Michaela Jacksona.
Nazwę zespołu wymyślił Donnie, ponieważ pierwotna „Nynuk” nie zyskała aprobaty żadnego z członków projektu. Kontrakt muzyczny grupa podpisała z Columbia Records i w 1986 roku światło dzienne ujrzała ich pierwsza płyta, zatytułowana po prostu New Kids on the Block. Krążek promowały single Be My Girl oraz Stop It Girl, ale płyta sprzedała się bardzo kiepsko (nakład około 20 tysięcy egzemplarzy). Członkowie zespołu byli rozczarowani, natomiast Maurice Starr, widząc potencjał utalentowanych nastolatków, postanowił szybko nie rezygnować z projektu.
Wiosną 1988 roku wydany został pierwszy singel zapowiadający nową płytę, zatytułowany Please, don’t go girl. Piosenka, śpiewana przez Joeya i Jordana, utrzymana była w rytmie R&B i podbiła serca amerykańskich nastolatek a z czasem także i całego świata. Dostała się na 10 miejsce listy Billboardu i stała się pierwszym hitem grupy.
We wrześniu tego roku ukazał się drugi album, Hangin’ Tough, natomiast grupa udała się w trasę wraz z inną nastoletnią muzyczną gwiazdą, Tiffany. Kolejne single – You Got It (The Right Stuff), Cover Girl czy I'll Be Loving You Forever (piosenka, śpiewana w całości falsetem przez Jordana, dotarła do pierwszego miejsca listy Billboardu) potwierdziły pozycję zespołu i sprawiły, że płyty New Kids on the Block zaczęły sprzedawać się świetnie. Producenci, na fali zainteresowania zespołem wydali na jednym z singli Didn't I Blow Your Mind (This Time), cover zespołu The Delfonics, który znajdował się na pierwszej płycie boysbandu.
Hangin' Tough pokrył się ośmiokrotną platyną, przez 132 tygodnie utrzymywał się na listach najlepiej sprzedających się płyt, został także uhonorowany dwoma statuetkami American Music Awards.
W 1989 grupa wydała krążek zatytułowany „Merry, Merry Christmas”, na którym zawarte były świąteczne standardy muzyczne oraz promujący płytę singel „This One's For the Children” w dwu wersjach.
W następnym roku ukazał się kolejny longplay grupy, „Step by Step”, a New Kids on the Block zyskali miano pięciu najbardziej pracowitych dzieciaków show-biznesu. Płytę promowała tytułowa piosenka oraz inna kompozycja – „Tonight”. New Kids ruszyli w wyczerpująca trasę, a jeśli uwzględnić fakt, że po trasie „Hangin Tough” nie mieli wakacji, dość oczywiste stało się zmęczenie grupy. New Kids – mania była tak duża, że grupa dawała nawet po 2 koncerty dziennie. Zorganizowano koncert w Providence, który za pośrednictwem telewizji transmitowany był na żywo do wielu krajów. Obok muzyki zaczęły się też zintensyfikowane działania marketingowe. Do sprzedaży trafiają koszulki, kubki, breloczki, figurki, poszewki na poduszki, a także powstaje również komiks o członkach zespołu.
Na fali popularności zespołu już w 1991 na rynku muzycznym ukazał się kolejny album, tym razem były to remiksy największych przebojów, które nosiły nazwę „No More Games/The Remix Album”. Warto dodać, że remiksy zostały po części powierzone samym członkom zespołu. Celował w tym zwłaszcza Donnie, który zainteresowany był elementami hip-hopu i samplowaniem. Pierwszym singlem był utwór „Games (The New Kids Get Hard Mix),” w którym już zespół określany był skrótem NKOTB, a w warstwie tekstowej, za którą odpowiedzialny był również Donnie, pojawiły się znamienne słowa dotyczące krytyki, z którą na co dzień musieli spotykać się członkowie grupy. Drugim singlem była piosenka „Call It What You Want (The C&C Pump-It Mix)”.
W 1992 grupa wypuściła singel „If You Go Away”, subtelną balladę w wykonaniu Jordana i Joe, po czym udała się na zasłużone wakacje. Powodem było nie tylko zmęczenie fizyczne i psychiczne członków grupy, ale także nieustanne ataki, ponawiane przez krytykę. W czasie afery z zespołem Milli Vanilli również New Kids on the Block oskarżeni zostali o śpiewanie z playbacku. Dodatkowo Donnie, nie na darmo noszący przydomek „Bad Boy”, w 1991 został aresztowany za podpalenie hotelu w Kentucky. Jordan i Danny musieli odpowiadać przed sądem za rzekomy plagiat utworu, który skomponowali dla Tommy’ego Page'a („I'll Be Your Everything”, hit na amerykańskich listach przebojów). Sprawę wygrali, bo, podobnie jak oskarżenie o gwałt na pewnej nastolatce, i te insynuacje okazały się bezpodstawne. Największym jednak problemem, z jakim przyszło się im zmierzyć, były kłopoty z jednym z członków zespołu, mianowicie z Jonathanem, który coraz gorzej znosił sławę.
Po pewnym czasie stało się jasne, że mimo iż w 1993 członkowie New Kids weszli do studia, najbliższy album może być ostatni. W styczniu 1994 ukazała się płyta „Face The Music”, niemal w całości napisana, zaaranżowana i skomponowana przez członków zespołu. Maurice Starr stracił autorytet i dlatego też pożegnalny longplay brzmiał zupełnie niepodobnie do poprzednich. Krytyka przyjęła album bardzo życzliwie, gorzej było z fanami. Okazało się, że do fanów (w dużej mierze fanek), którzy przyzwyczajeni byli do niewinnie brzmiących piosenek, nowy image zespołu nie do końca stał się komunikatywny. Pierwszy singel, „Dirty Dawg”, zaprezentował nowe oblicze zespołu nazywanego już teraz tylko NKOTB. Piosenki z nowego krążka dotyczyły trudnych tematów, nie tylko damsko-męskich, ale nawet w tej kwestii wiele się zmieniło. Ewoluowało także brzmienie płyty – stała się połączeniem wpływów hip-hopu, house, brzmień elektronicznych, r&b, swingu itp. Zespół wypuścił jeszcze jeden singel, „Never Let You Go”, śpiewany przez Jordana, i udał się w trasę. W odróżnieniu od poprzednich, nie występowali już na dużych obiektach, a jedynie w klubach mogących pomieścić do tysiąca osób. W czasie tournée zespół definitywnie opuścił Jonathan. W czerwcu tego roku członkowie zespołu podjęli trudną decyzję – zespół NKOTB przestał istnieć.
Do dziś zostały podjęte dwie poważne próby zjednoczenia sił na powrót. W 1999 odmówił jednak Jonathan. Zaś w 2004 roku Aamer Haleem ze stacji telewizyjnej VH1 jeszcze raz podjął próbę przekonania członków zespołu do reaktywacji choćby na jeden występ. Tym razem zgody nie wyrazili Donnie, Danny i Joey.
Dnia 26 stycznia 2008 magazyn People ogłosił, iż grupa szykuje się do powrotu. Strona internetowa po wielu latach znów zaczęła działać.
16 maja 2008 przy Rockefeller Plaza w Nowym Jorku odbył się pierwszy po 15 latach występ NKOTB na żywo, który pokazała telewizja NBC w programie „Today”. Zespół zaprezentował kilka starych piosenek w nowych aranżacjach i z nową choreografią, a także nowy singiel „Summertime”. 02.09.2008 ukazał się najnowszy album „The Block”, który zadebiutował na drugim miejscu listy BILLBOARD TOP 200. We wrześniu 2008 rozpoczęła się trasa koncertowa po USA i Kanadzie. Na wiosnę 2009 zespół dał koncerty w Wielkiej Brytanii, Niemczech, Francji i Holandii. Latem 2009 miał miejsce kolejny tour – „Full Service Tour”. Obejmował on tylko USA. Zespół wystąpił w wielu miastach, ale już nie w wielkich halach widowiskowo-sportowych, lecz w amfiteatrach.
Z powodu światowego kryzysu odwołano zaplanowaną na jesień trasę po Australii. 
W 2014 roku ich gwiazda pojawiła się na Hollywood Walk of Fame.

## Dyskografia

### Albumy studyjne
- 1986 New Kids on the Block
- 1988 Hangin' Tough
- 1989 Merry, Merry Christmas
- 1990 Step by Step
- 1994 Face the Music
- 2008 The Block
- 2013 10
- 2017 Thankful (EP)
- 2023 The Block Revisited
- 2024 Still Kids[1]

### Kompilacje
- 1991 No More Games – The Remix Album
- 1991 H.I.T.S.
- 1991 Tour Souvenir Collection
- 1999 Greatest Hits
- 2001 Super Hits
- 2005 #1's
- 2008 New Kids on the Block: Greatest Hits
- 2011 NKOTBSB (with the Backstreet Boys as NKOTBSB)

### Single
- 1990.07.26 Tonight
- 1990.09.20 Let's Try It Again
- 1990.10.05 Step By Step
- 1990.11.21 You Got It
- 1990.11.21 Please Don't Go
- 1990.11.21 I'll Be Loving You
- 1991.05.21 Call It What You Want
- 1991.07.01 Games (12"Remix)
- 1991.10.22 Baby, I Believe
- 1991.12.05 Megamix
- 1992.02.21 If You Go Away
- 1993.12.21 Dirty Dawg
- 1994.03.15 Never Let You Go

- 2008 Summertime
- 2008 Single (Ne-Yo)
- 2008 Dirty Dancing
- 2009 2 In The Morning
- 2013 Remix (I Like The)
- 2014 I Need A Melody
- 2017 One More Night
- 2019 Boys in the Band (Boy Band Anthem)
- 2020 House Party (featuring Boyz II Men, Big Freedia, Naughty by Nature, and Jordin Sparks)
- 2024 Still Kids